# Marienstift (Aachen)

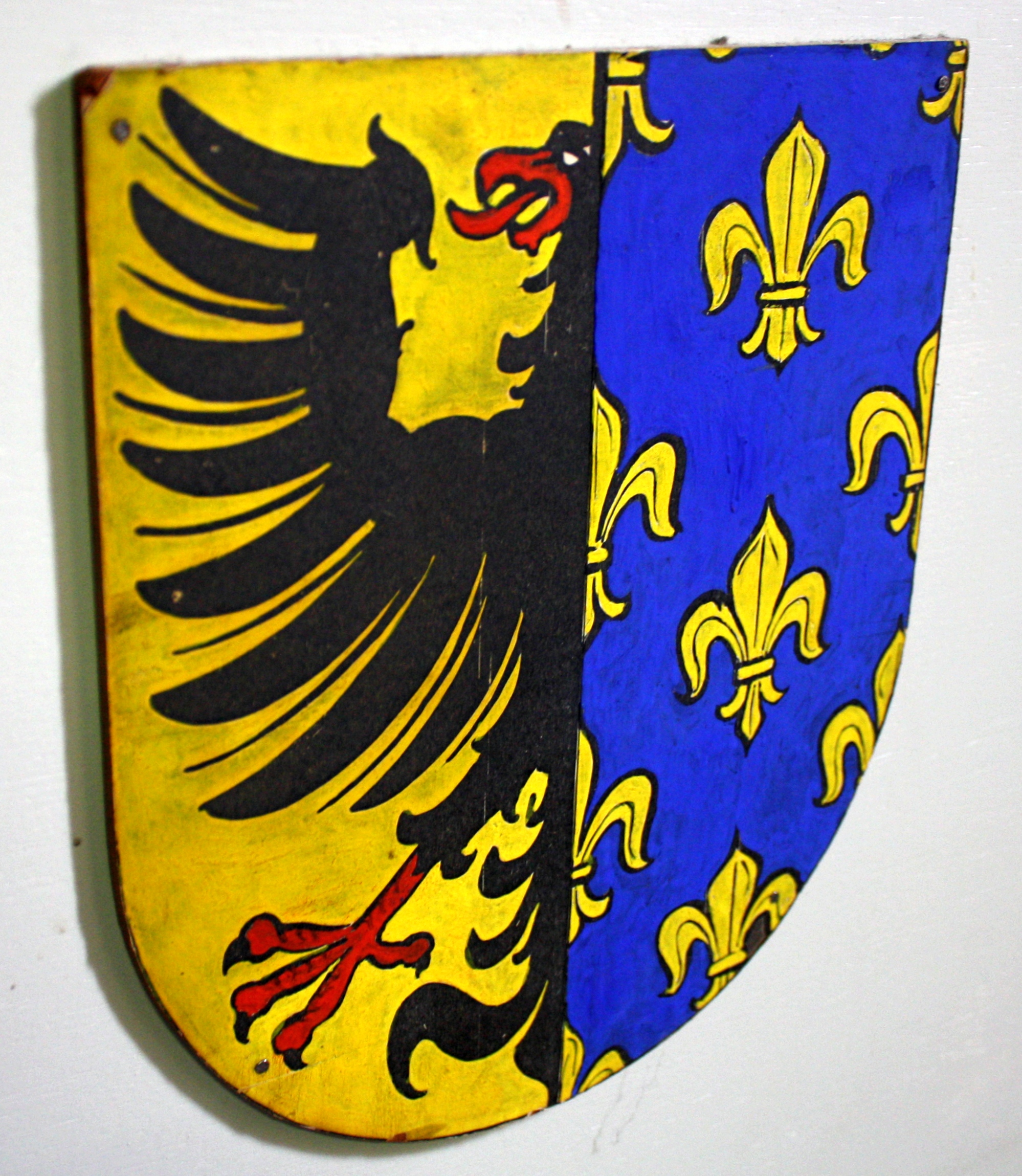
Wappen des Marienstifts

Das Aachener Marienstift, von 1000 an auch Krönungsstift St. Marien genannt, war ein Kollegiatstift in der Reichsstadt Aachen, das vom Ende des 8. Jahrhunderts bis zur Säkularisation 1802 bestand. Die von dem Stiftskapitel betreute Kirche war die im Auftrag Karls des Großen errichtete Kapelle seiner Pfalz in Aachen, deren Oktogon den Kernbau des heutigen Aachener Doms bildet. Die Marienkirche war die mittelalterliche Krönungskirche der deutschen Könige, eine bedeutende Wallfahrtskirche und spätere Grablege Karls des Großen. Das Stift gehörte von 1789 an zum Bistum Lüttich und ging 1802 teilweise in ein Domstift für die Bischofskirche des neugegründeten ersten Bistums Aachen über.

## Geschichte

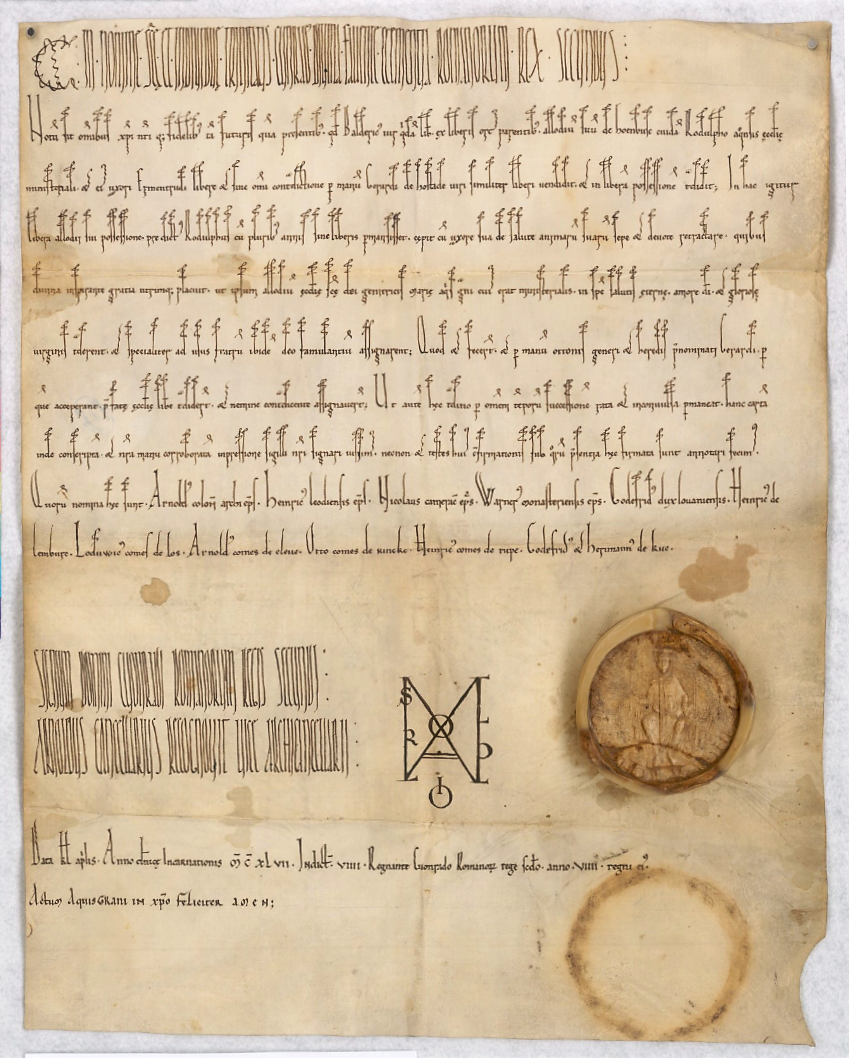
Urkunde König Konrads III. aus dem Jahr 1147 über die Bestätigung des Allods Hohenbusch

Die im Auftrag Karls des Großen errichtete Kapelle seiner Königspfalz entstand zum Ende des 8. Jahrhunderts und wurde der Gottesmutter Maria geweiht. Konpatrone waren Corona und Leopardus. Nach der 1165 durch Friedrich I. betriebenen Heiligsprechung wurde auch Karl selbst Patron der Marienkirche. Karl schenkte dem Stift umfangreichen Grundbesitz und zahlreiche Reliquien, die die Marienkirche im Laufe der Zeit zu einer viel besuchten Wallfahrtskirche werden ließen. Ein Verzeichnis aus dem 12. Jahrhundert führt unter Auslassung der in den Altären befindlichen einen Bestand von allein 87 Reliquien auf, spätere Verzeichnisse nennen noch höhere Zahlen. Ludwig von Ungarn schenkte dem Stift im Jahr 1367 Reliquien der heiligen Könige von Ungarn.
Das Stift war zunächst für die Durchführung der Gottesdienste für Karl und die damit verbundene Darstellung der Herrschaft in seinem Reich und darüber hinaus zuständig. In der Stiftskirche befand sich Karls Thron, den im Laufe des Mittelalters bis 1531 auch dreißig seiner Nachfolger anlässlich ihrer Krönung als Zeichen ihrer Legitimation hier bestiegen, wie es in der Goldenen Bulle später niedergelegt wurde. Karl selbst und sein späterer Nachfolger Otto III., der hier im Jahre 1000 das Aachener Krönungsstift St. Marien gründete, wurden in der Kirche beigesetzt. Im Jahre 1172 wurde das Stift von Friedrich I. als sedes et caput regni, Sitz und Haupt des Reiches, bezeichnet.
Im Stift wurden bis 1794 die ab etwa dem 13. Jahrhundert anlässlich der jeweiligen Königskrönung gezeigten Aachener Reichskleinodien verwahrt, die Stephansbursa, das Reichsevangeliar und der Säbel Karls des Großen. Mit Beginn des 14. Jahrhunderts wurde die Marienkirche auch wegen ihrer zahlreichen Reliquien zur europaweit bekannten und zunehmend Bedeutung erlangenden Wallfahrtskirche. Seit Mitte des 14. Jahrhunderts brechen anlässlich der Präsentation der vier wichtigsten Reliquien Pilger aus ganz Europa im Rahmen der Heiligtumsfahrten nach Aachen auf. Auch aus diesem Grund wurde die Stiftskirche zwischen 1355 und 1414 nach französischem Vorbild um eine gotische Chorhalle erweitert.
Bereits vor 1200 bestand am Marienstift ein Spital. Zu Beginn des 15. Jahrhunderts weisen Unterlagen des Stifts aus, dass Kantor und Scholaster des Stifts jeweils einen Lehrer für zehn, seit 1577 für acht Jungkanoniker für Kirche und Schule stellen mussten. Im 16. Jahrhundert ist eine Lateinschule nachgewiesen, an der neben den Chorschülern auch städtische Schüler unterrichtet wurden. Ab 1694 bestand eine nach Mädchen und Jungen getrennte Sonntagsschule. 1707 wurde ein Unterrichts- und Erziehungshaus für die Chorschüler sowie das 1802 aufgegebene „Choralenhaus“ errichtet. Auf Grund seiner Bedeutung wurde am Marienstift sowohl Instrumental- als auch Chormusik aufgeführt. Der Chor der Chorschule wurde durch Berufssänger (Musikpriester) und Berufsmusiker ergänzt, für das Jahr 1629 wurden zwölf Musikpriester, 1689 38 Musiker genannt. Nach einer Stiftung des Kanonikers Peter von Beeck (latinisiert Petrus a Beeck), der 1624 auch eine erste Geschichte der Stadt Aachen verfasste, wurden im 17. Jahrhundert Brötchen an Bedürftige verteilt.
Neben ihrer Funktion als Krönungskirche war die Stiftskirche auch Pfarrkirche für villa und fiscus der Reichsstadt Aachen. Im 9. bzw. im 11. Jahrhundert wurde der Pfarrbezirk um Laurensberg, Würselen und Burtscheid verkleinert. Im 13. Jahrhundert dann wurden bestimmte Pfarrrechte an die Gemeinden St. Peter, St. Jakob und St. Adalbert abgegeben; das Taufmonopol blieb jedoch bis 1802 beim Marienstift.

### Stiftskapitel

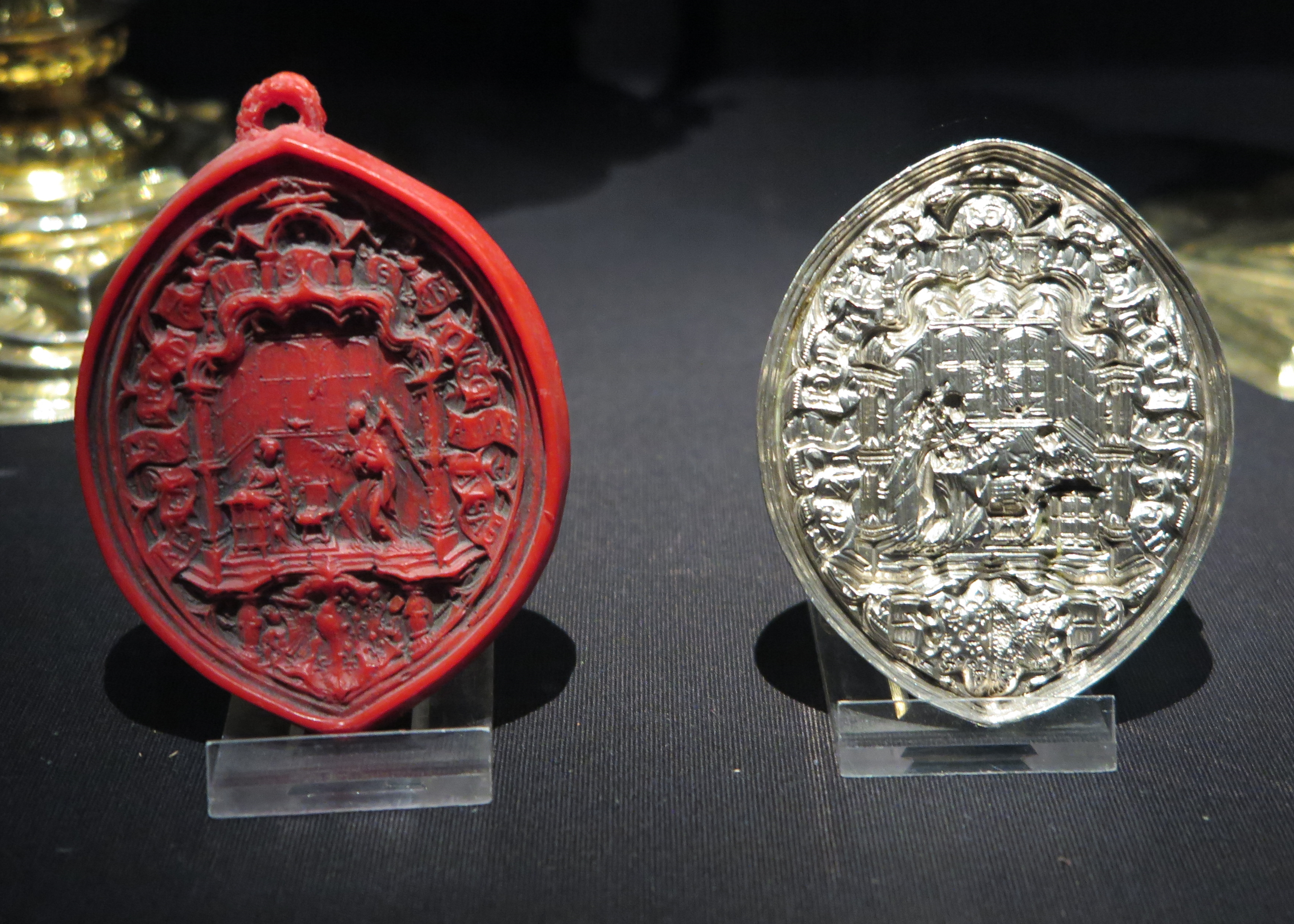
Siegel und Siegelstempel des Stiftkapitels, Hans von Reutlingen, 1528

Das Stiftskapitel bestand anfangs aus zwölf Kanonikern, an deren Spitze zunächst ein Abt stand, der erst ab 972 als Propst bezeichnet wurde. Damit einhergehend wird das Stift im Jahre 855 noch als monasterium, lateinisch für „Kloster“, bezeichnet, im Jahr 1166 findet sich dann der Begriff Ecclesia collegiata (Kollegiatkirche), 1207 Imperialis capella, lateinisch für „kaiserliche Kapelle“. Die Zahl der Kanoniker nahm im Laufe der Zeit zu, zum Ende des 14. Jahrhunderts werden 39 Kanoniker und zwei kaiserliche Vikare genannt, denen im Gegensatz zu den Kanonikern nur die halben Einkünfte aus den Pfründen eines Kanonikats zustanden. Ab 1577 wurden bis zur Auflösung des Stifts aus Kostengründen acht Kanoniker weniger ernannt. Dem Herrscher selbst standen mit seiner Krönung auch Rechte aus einem Kanonikat des Stiftes zu. Der Propst war stets ein Adeliger, der durch den Kaiser ernannt wurde. Otto I. hatte 972 verfügt, dass der Propst aus den Angehörigen der königlichen Hofkapelle auszuwählen sei, mithin also dem Reichsadel angehören müsse. Dieser Regelung folgte man bis in das 14. Jahrhundert. 1348 wurde das Besetzungsrecht für das Amt des Propstes an das Herzogtum Jülich verpfändet, dessen Herrscher das Amt des Propstes in Folge an Angehörige des rheinischen Adels verliehen. Dem Hochadel gehörten nur wenige Mitglieder des Kapitels an, die meisten entstammten dem Dienstadel sowie dem niederen Adel und angesehenen bürgerlichen Familien der näheren und weiteren Umgebung zwischen Düsseldorf, Bonn, Roermond und Huy. Zusammen mit dem Papst setzte die Stadt durch, dass ab 1418 der Nachweis der legitimen Geburt und ein akademischer Grad zu den alleinigen Kriterien für den Bezug der vollen Einkünfte aus einem Kanonikat wurden. Falls der Kandidat noch kein Studium abgeschlossen hatte, war er verpflichtet, ein solches mit seinem Eintritt in das Kapitel aufzunehmen. Die meisten Kandidaten studierten in Köln oder in Löwen, bevorzugte Studienrichtung war die Jurisprudenz.

### Stiftsbezirk, Immunität und Gerichtsbarkeit
Zum Ende des 12. Jahrhunderts ließ Propst Philipp von Schwaben, der spätere deutsche König, vermutlich im Nordwesten des Kirchengebäudes Kreuzgang und Dormitorium für die Kanoniker errichten. Ebenfalls im 12. Jahrhundert entstand auf dem Stiftsgelände eine mit einem Backhaus verbundene sogenannte Brudermühle, aus dieser Zeit sind auch Getreidespeicher und Weinkeller nachweisbar. Seit dem 13. Jahrhundert gehörte auch das Brauhaus Rommel auf dem Katschhof zum Stiftsbezirk. Mühle und Brauhaus sowie ein Fischteich dienten der Eigenversorgung und wurden zunächst vom Personal des Stiftes betrieben, zum Ende des Mittelalters aber verpachtet. Die Produktion von Malz und Bier war dort im Gegensatz zur Stadt steuerfrei, was zu Auseinandersetzungen mit der Stadt führte. Im 18. Jahrhundert erstreckte sich der Stiftsbezirk auf den südlichen Teil des Katschhofes, den Klosterplatz und die Klostergasse, seine Außengrenzen bildeten die Jakobstraße, die Klappergasse, das Spitzgässchen und die Rennbahn.
Das Stift besaß allein wegen seiner Gründung durch Karl gewisse Vorrechte. Durch Otto I. wurde ihm 966 ausdrücklich königlicher Schutz und Immunität zugesichert, womit es nicht mehr der normalen Rechtsprechung unterlag. Ein ummauerter Immunitätsbezirk im Eigentum der Reichskirche umfasste neben der Marienkirche selbst weitere Sakral-, Wohn- und Wirtschaftsgebäude. Dort stand die Rechtsprechung in Zivilangelegenheiten und bei kleineren Vergehen dem Dekan und dem Kapitel zu, die Zivil- und die Kriminalgerichtsbarkeit gegenüber städtischen Bürgern und Fremden oblag dem Propst. In seinen außerhalb des Stiftsbezirkes gelegenen Besitzungen waren jeweils Vögte für die Rechtspflege eingesetzt, die bis zu der Umwandlung der Ämter in Erbämter durch den Herrscher selbst ernannt wurden. Auf dem Stiftsbezirk selbst stand dem Propst auch die Hochgerichtsbarkeit zu.

### Stiftseigentum
Das hohe Ansehen des Stiftes führte auch dazu, dass es auch nach Karl von weiteren fränkischen und deutschen Herrschern bis in das 11. Jahrhundert hinein umfangreiche Schenkungen von Grundbesitz, Zehnt- und Nonenrechte erhielt. Die meisten Nonenrechte wurden dem Stift von Lothar II., Heinrich I. und Otto I. übereignet. Der Grundbesitz umfasste etwa zwanzig Ortschaften mit Kirchen und den daraus resultierenden Zehntrechten sowie weitere zehn Kirchen mit den entsprechenden Zehntrechten und den Besetzungsrechten für die Pfarrstellen, dazu Weinberge an Rhein, Ahr und Mosel. Aus dem Landbesitz und den Zehntrechten inkorporierter Kirchen, darunter seit 1059 die Kirche St. Salvator auf dem Salvatorberg und die St. Paulus-Kerk in Vaals, die im Wesentlichen bis 1802 erhalten blieben, ergaben sich etwa 60 % der Getreideeinnahmen des Stifts. Dazu kamen im Laufe der Zeit weitere Vermächtnisse und Stiftungen, teilweise von Privatpersonen für jährliche Messen. Das Stift erwarb auch Grundrechte, Renten und Schuldverschreibungen, teilweise zum Ausgleich von im Laufe des Achtzigjährigen Krieges verloren gegangenem Grundbesitz um Lüttich.

### Auflösung 1802
Mit der Gründung des ersten Bistums Aachen im Jahre 1802 wurde das Marienstift aufgelöst und sein Eigentum zu großen Teilen verkauft. Teile des Kirchenschatzes wie die Reichskleinodien gelangten bereits 1794 nach Paderborn und später nach Wien, andere wie den Proserpina-Sarkophag transportierten die französischen Truppen nach Paris. Die Marienkirche wurde 1802 zur Bischofskirche des neuen Bistums, der Kirche ein Domkapitel aus acht Kanonikern zugeordnet, von denen bereits drei dem Marienstift angehört hatten. Mit Auflösung des ersten Bistums Aachen wurde aus dem Domstift erneut ein Kollegiatstift mit einem Propst an seiner Spitze. Mit der erneuten Errichtung des Bistums Aachen im Jahr 1930 wurde aus dem Kollegiatstift erneut ein Domstift mit einem Dompropst.

## Wappen
Es wird angenommen, dass das Stift in der zweiten Hälfte des 14. Jahrhunderts unter dem Kaisertum von Karl IV. neben dem 1347 gefertigten, erst 1528 ersetzten Siegel als Hoheitszeichen ein Stiftswappen als angebliches „Wappen Karls des Großen“ einführte. Auf dessen gespaltenem Schild stellte es auf der rechten (vornehmeren) Seite einen halbierten Reichsadler und auf dessen linker (nachrangiger) Seite ein Feld französischer Lilien dar. Im 18. Jahrhundert wurde im Wappen das Lilienfeld zusätzlich mit einer Madonna sowie einem Bild Karls des Großen dargestellt, der in seiner Rechten ein Modell der Kirche hält.